# The Cad and the Hat
The Cad and the Hat (El granuja y el sombrero en Hispanoamérica y El pazguato y el sombrero en España) es un episodio perteneciente a la vigesimoctava temporada de la serie animada Los Simpson, emitido originalmente el 19 de febrero de 2017 en EE.UU. El episodio fue escrito por Ron Zimmerman y dirigido por Steven Dean Moore.

## Sinopsis
Cuando Bart traiciona a Lisa su culpa lo atormenta -literalmente-; mientras tanto, Homer se revela como un sabio en ajedrez.